# 鉄牛道機
鉄牛道機（てつぎゅう どうき、寛永5年7月26日（1628年8月25日） - 元禄13年8月20日（1700年10月2日））は、江戸時代前期の黄檗宗の禅僧。号は自牧子。諡号は大慈普応国師。長門生まれ（石見とする異説もある）。

## 生涯
因幡国の龍峯寺（鳥取県鳥取市）で修行後、1655年（明暦元年）長崎に滞在していた隠元隆琦に参禅し、萬福寺創建に従事した。ついで隠元の高弟木庵性瑫に師事。1659年（満治2年）号を鉄牛、名を道機と改め、その法を嗣いだ。
教禅一致の立場に立って教化につとめ、宇治黄檗山萬福寺の造営に尽くし、京都洛西葉室山浄住寺を中興、相模小田原藩主稲葉正則の招きで紹太寺、江戸弘福寺などの開山となる。鉄眼道光の『大蔵経』の開版に協力し、下総匝瑳郡の椿海の干拓などの社会事業にも力を入れた。
椿海の干拓の功績により幕府から土地を寄進され、その地に福聚寺（千葉県東庄町）を建立した。
1700年（元禄13年）同寺で没した。